# Bourne
Bourne je priimek več oseb:
- Alan George Barwys Bourne, britanski general
- Francis Alphonsus Bourne, angleški kardinal
- Geoffrey Kemp Baron Bourne of Atherstone, britanski general